# Madżong jednoosobowy

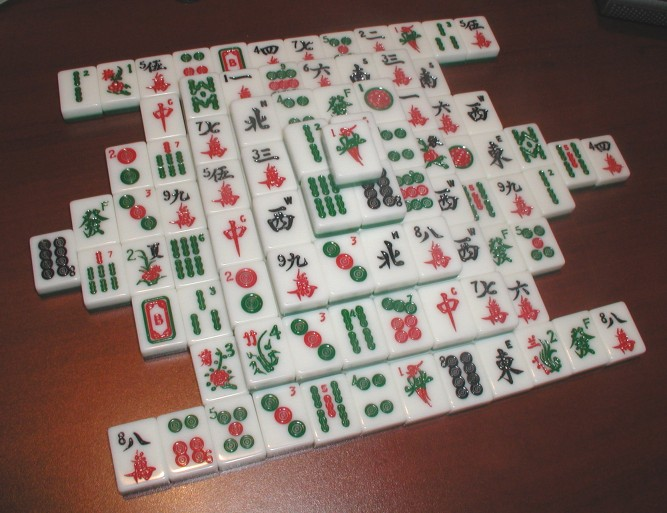
Plansza na początku gry

Madżong, Mahjong jednoosobowy (ang. mahjong solitaire) – gra jednoosobowa, w której zadaniem gracza jest usuwanie par jednakowych kamieni z planszy, aż do całkowitego jej oczyszczenia. Wzory kamieni pochodzą z chińskiej gry madżong. 
Na początku gry 144 kamienie są tasowane, po czym zostają ułożone w określony, składający się z kilku warstw wzór początkowy. Gracz po kolei usuwa z planszy pary jednakowych kamieni. Usuwać można tylko kamienie, które nie są zablokowane. Za „zablokowany” uznaje się kamień, który jest zakryty (nawet częściowo) przez leżący na nim inny kamień, lub też sąsiaduje z dwoma innymi kamieniami z lewej i z prawej strony. Wszystkie kamienie biorące udział w grze występują w czterech egzemplarzach. Wyjątkiem są kamienie z dwóch specjalnych grup (kwiaty i pory roku), które występują po jednym egzemplarzu, wobec czego można je usuwać w dowolnych kombinacjach (dowolne dwa kamienie z danej grupy stanowią poprawną parę). Gra kończy się, gdy zdjęte zostaną wszystkie kamienie bądź gdy gracz nie ma dalszej możliwości ruchu. 
Jako gra komputerowa madżong jednoosobowy powstał prawdopodobnie w 1981 roku stworzonyprzez Brodiego Lockarda na University of Illinois. W kolejnych latach powstało wiele innych komputerowych wersji tej gry. Do najbardziej znanych należą Shanghai, wydana w 1986 roku przez firmę Activision, oraz Taipei, dołączona w 1990 roku do zestawu Microsoft Entertainment Pack. W grę można też oczywiście grać bez komputera, za pomocą zwykłych kamieni do madżonga.